# Datsun DB
Im März 1948 stellte Datsun die Baureihe Datsun DB vor. Es war die erste modern aussehende japanische Pkw-Neuentwicklung seit dem Zweiten Weltkrieg. Bis Ende 1954 wurde die DB-Reihe, ab 1949 offiziell als Datsun deLuxe vermarktet, ständig modernisiert produziert, und durch den auf einem Austin Motors basierenden Nissan A50 ersetzt.

## Datsun DB/Datsun deLuxe DB-2 (1948–1950)
Der Datsun DB erschien 1948 mit einer modernen aerodynamisch gestalteten Form. Besonders hervor stachen der zweigeteilte Kühlergrill und eine durchgehende Sicke auf der Motorhaube. Das Formgestaltung stammte aber nur bedingt von Datsun, denn der DB war im Grunde eine Kopie des 1947er Crosley CC. Der US-amerikanische Automobilhersteller Crosley Motors, von Powel Crosley 1939 gegründet, präsentierte 1947 ein markant gestaltetes neues Modell mit zwei Kühlergrillöffnungen. Es ist nicht überliefert, wann und wie Datsun eines oder mehrere Modelle des neuen Crosley CC erlangte, um das Design zu kopieren. Wahrscheinlich ist aber, dass dies gelang, weil nach dem Ende des Zweiten Weltkrieges noch US-Besatzungstruppen in Japan stationiert waren und amerikanische Fahrzeuge importierten. Obwohl keine Karosserieteile gleich waren, ist es offensichtlich, dass der Datsun DB eine Kopie war. Die einzigen augenfälligen Unterschiede waren die Form des Kühlergrills, der Motorhaube und die Länge der Windschutzscheibe. Letztere war beim Datsun DB kürzer, weil ein größerer Motorraum benötigt wurde, um den Datsun-Typ-7-Motor unterzubringen. Außerdem war die Windschutzscheibe rechteckig mit rechtwinkligen Ecken. Beim Crosley CC waren die Ecken der Scheibe abgerundet. Der Seitenventilmotor stammte aus der Vorkriegszeit. Er hatte 722 cm³ Hubraum und leistete 15 PS; er wurde in den meisten Datsun-Modellen ab 1935 verwendet eingesetzt. Im DB übertrug ein Dreigang-Schaltgetriebe die Leistung an die Hinterräder.
Obwohl Powel Crosley sich Datsun gegenüber verärgert zeigte, leitete er keine rechtliche Schritte ein. Gründe hierfür dürften gewesen sein, dass Crosley mit seinem eigenen Unternehmen in ernsten finanziellen Schwierigkeiten war. Des Weiteren bestand nicht die Gefahr, dass die Datsun-Modelle außerhalb Japans in den Handel kamen. Überdies waren die USA sehr daran interessiert, die japanische Wirtschaft wieder aufleben zu lassen, und hatten wohl auch ein Interesse daran, dass der Nissan-Konzern  während der Konsolidierungsphase nach Kriegsende nicht noch finanzielle Belastungen einginge. 1949 änderte Datsun aber die Form des DB geringfügig zum Datsun DB-2, um ihn weniger wie den Crosley CC aussehen zu lassen.

### Datsun deLuxe DB-2 1949–1950
Der 1949 in den Handel gekommene DB-2 war gegenüber dem DB technisch unverändert, die äußere Form jedoch neu. Bis zum Produktionsende 1954 wurde die Modellreihe als Datsun deLuxe vermarktet. Der DB-2 hatte anders als der DB einen subtilen Bug durch die Mitte der Motorhaube und eine völlig flache Front. Der Kühlergrill war nun einteilig mit sechs dünnen horizontalen Stäben und reichte fast über die gesamte Breite des Autos. 1950 erhielt er statt sechs nur noch fünf horizontale Stäbe zur Unterteilung; der obere, mittlere und untere Balken war deutlich stärker als vorher. Über dem Kühlergrill war eine Halterung für das Nummernschild angebracht. Außer der zweitürigen Limousine gab es auch eine Kombiversion des DB-2 (Intern DW-2). Wie zeitgenössische amerikanische sogenannte Woody-Wagons hatte er Seitenteile aus Holz. Im Nissan-Konzern war das bis heute der einzige „Woody“.

### Antrieb
- 4-Zylinder-Seitenventil-Ottomotor
- 722 cm³ Hubraum
- Bohrung & Hub: 55 × 75 mm
- Leistung: 15 PS bei 3500/min
- Verdichtung: 6,2 : 1
- 3-Gang-Schaltgetriebe

## Datsun deLuxe DB-4, DB-5, DB-6 (1951–1954)
Der Datsun deLuxe DB-4 ersetzte 1951 den Vorgänger DB-2. Nunmehr war das Modell eine viertürige Limousine. Die DB-4 Serie hatte ein etwas längeres Chassis als der DB-2, um mehr Platz für die viertürige Karosserie zu haben. Die Front blieb bis auf den Kühlergrill unverändert; ab der Frontscheibe war aber alles neu gestaltet. Die Scheibe war nun anders geformt und hatte abgerundete Kanten. Die Heckscheibe war relativ schmal, bei den späteren DB-5- und DB-6-Modellen wurde sie breiter gestaltet und reichte um die hinteren Säulen herum. Der Kühlergrill bestand statt aus verchromten horizontalen Balken aus einem gedruckten Stahlgitter in der gleichen Farbe wie die Karosserie. Oberhalb des Kühlergrills waren ein breiter Chromstreifen und ein rot lackierter Streifen angebracht, dazwischen der Schriftzug Datsun und darüber ein großes rundes D. Weiterhin kam der 722-cm³-Seitenventilmotor zum Einsatz, mit nun 16 PS, und ein Dreigang-Schaltgetriebe. Neben der viertürigen Limousine DB-4 gab es auch wieder eine Kombiversion mit fünf Türen (intern DW-4) sowie einen dreitürigen Lieferwagen auf Basis des Kombis als Kastenwagen oder mit Seitenscheiben.

### Antrieb
- 4-Zylinder-Seitenventil-Ottomotor
- 722 cm³ Hubraum
- Bohrung & Hub. 55 × 75 mm
- Leistung: 16 PS bei 3500/min
- Verdichtung: 6,2 : 1
- 3-Gang-Schaltgetriebe

### Datsun deLuxe DB-5 (1953–1954)
1953 löste die Serie DB-5 die DB-4-Modelle ab. Die Karosserie und Karosserievarianten blieben gleich. Geändert wurde der Bereich über dem Kühlergrill. Beim DB-4 war zwischen den Scheinwerfern eine runde Plakette mit einem großen D-Emblem angebracht. Beim DB-5 bestand dieser Bereich aus zwei quadratischen Lufteinlässen mit dem D-Emblem in der Mitte, überquert von zwei horizontalen Chromleisten. Die größte Veränderung war jedoch der Motor. Der DB-5 erhielt den ersten völlig neu konstruierten Datsun-Motor seit dem Krieg. Der Datsun D-10 war jedoch im Wesentlichen eine vergrößerte Version des D-7. Ebenfalls als Seitenventilmotor hatte er 860 cm³ Hubraum und leistete 25 PS. Die Höchstgeschwindigkeit stieg auf 78 km/h. Ende 1953 wurde die Heckscheibe stark vergrößert und die vorderen Seitenblinker wurden von den Kotflügeln neben die Luftklappe vor der Windschutzscheibe an die A-Säulen verlegt.

### Datsun deLuxe DB-6 (1954)
1954 wurde die DB-6 Reihe eingeführt. Einzig die viertürige Limousinenversion war seitdem noch verfügbar. Der einzige Unterschied zum DB-5 bestand in der Kraftübertragung. Statt eines Dreiganggetriebes hatte das Modell ein Viergang-Schaltgetriebe. Bereits im Dezember 1954 wurde die Produktion zugunsten des auf einem Austin Motors basierenden Wagens eingestellt.

### Antrieb
- 4-Zylinder-Seitenventil-Ottomotor
- 860 cm³ Hubraum
- Bohrung & Hub: 60 × 75 mm
- Leistung: 25 PS bei 3600/min
- Verdichtung: 6,6 : 1
- Vergaser: Hitachi VA26-1

- 3-Gang-Schaltgetriebe (DB-5)
- Achsantrieb: 6,5 : 1
- Höchstgeschwindigkeit: 78 km/h

- 4-Gang-Schaltgetriebe (DB-6)
- Achsantrieb: 6,43 : 1